# Troy Stetina
Troy Stetina, född 16 november 1963 är en amerikansk gitarrlärare som bland annat gör böcker med gitarrtabulaturer i. Han både skriver egna låtar till sina böcker eller tar ut olika bands tabs och skriver ned dem. Han har gjort böcker som Totaly Rock Guitar.

## Fotnoter
1. ↑  Gemeinsame Normdatei, läst: 6 maj 2014.[källa från Wikidata]